# Матилда Булонска (Брабант)
Матилда Булонска (на френски: Mathilde de Boulogne, на немски: Mathilda von Elsass, Mathilde von Boulogne; * 1170; † 16 октомври 1210, Льовен) от Дом Шатийон, е графиня на Булон и чрез женитба херцогиня на Брабант и Долна Лотарингия, графиня на Льовен, маркграфиня на Антверпен.

## Живот
Тя е втората дъщеря на Матийо I Елзаски (1137 – 1173) от Дом Шатийон, граф на Булон, и съпругата му графиня Мария Булонска (1136 – 1182), дъщеря на английския крал Стивън († 1154) и Матилда Булонска († 1152). По-голямата ѝ сестра Ида Булонска (1160 – 1216) е от 1173 г. графиня на Булон. Тя е племенница на Филип I, граф на Фландрия.
Матилда се омъжва през 1179 г. в Антверпен за Хайнрих I Смели, херцог на Брабант и Долна Лотарингия, граф на Льовен, маркграф на Антверпен (1165 – 1235).
Умира през 1210 г. Погребана е в „Св. Петер“ в Льовен. След смъртта на Матилда Хайнрих I се жени на 22 април 1213 г. за Мария Френска (* 1198 † 1224), дъщеря на френския крал Филип II Август и Агнес Меранска.

## Деца
Матилда и Хайнрих I имат децата:
- Аделхайд (* 1190, † 1265), графиня на Булон
- Арнолд III († 1223), граф на Лоон
- Вилхелм X (* 1195, † 1247), граф на Оверн
- Арнолд фон Веземаеле († сл. 1288)
- Мария (* 1190, † 1260)
- Ото IV (* 1177, † 1218), император
- Вилхелм I (* 1167, † 1223), граф на Холандия
- Маргарета (* 1192, † 1231), ∞ 1206 Герхард IV († 1229), граф на Гелдерн
- Матилда (* 1200, † 1267)
- Хайнрих II († 1214), 1212 пфалцграф при Рейн
- Флоренс IV (* 1210, † 1234), граф на Холандия
- Хайнрих II (* 1207, † 1248), херцог на Брабант и Долна Лотарингия
- Готфрид (* 1209 † 1254), господар на Гаасбеек